# Île Grant
Pour les articles homonymes, voir Grant.
L'île Grant est une île de l’Antarctique occidental. Elle est située à 8 kilomètres de l'île Shepard, au large de la côte de Hobbs, au nord-ouest de la Terre Marie Byrd. Couverte de glace, elle est longue d'environ 30 kilomètres et large de 15. Elle a été découverte le 4 février 1962 par l'équipage du Glacier (en), un brise-glace américain, et nommée ainsi en l'honneur du Commander E.G. Grant, qui était à l'époque capitaine de ce bâtiment.